# Pehr Unge
Pehr Unge, född den 15 februari 1734 i Bjättlunda by, Timmele socken i Västergötland, död den 7 oktober 1812 i Helsingborg, var en svensk läkare. Föräldrarna var inspektoren Jakob Unge och Brita Rosén.

## Biografi
Pehr Unge började 1752 att studera filosofi och teologi vid Lunds universitet, men valde ganska snart läkarbanan och promoverades till medicine doktor 1762, efter att ha gett ut avhandlingen De hydrope. Samma år förordnades han av universitetet till anatomie prosektor och utnämndes 1764 till provinsialläkare i Malmöhus län. Han fortsatte att verka i denna befattning till 1796, då han efter sin morbror, professor Eberhard Rosenblad, förordnades till brunnsintendent vid Ramlösa hälsobrunn. Han hade under tidigare somrar fungerat som Rosenblads underläkare på brunnsorten. Under sin tid kom han att sitta som ledamot i direktionen vid det år 1798 bildade Aktiebolaget Ramlösa Hälsobrunn. Som ledamot var han med om att fatta det viktiga beslutet att tillåta sommargästerna att mot en avgift uppföra egna bostäder på hälsobrunnens mark. Under 1798 började även Unges kusinbarn, Eberhard Zacharias Munck af Rosenschöld, som studerade till läkare i Lund, bistå honom under brunnssäsongen. När Unge drog sig tillbaka 1808 var det också Munck af Rosenschöld som efterträdde honom på tjänsten.
Under sin långa tjänstetid i Skåne förbättrade han hälsovården i området; han införde koppympningen, satte medicinalverket i ett nytt och förbättrat skick samt genomdrev Ramlösa brunnsinrättnings ombyggande i ett mer ändamålsenligt skick. På grund härav kallades han 1811 till hedersledamot av Collegium medicum.